# Рабочее знамя
«Рабо́чее зна́мя» — газета, нелегальный орган Московского комитета РСДРП (большевиков). Выпускалась в 1908 году с марта по декабрь. За время своего существования выпустила 7 номеров.

## Выпуски газеты
- 1-й номер газеты выпустился как орган Областного бюро Центрального промышленного района, под редакцией Соломона Яковлевича Цейтлина (1876—1913).
- Номера 2—5 — как орган МК и Московского окружного комитетов РСДРП, под редакцией Ивана Скворцова-Степанова.
- Номера 6—7, под редакцией Владимира Шулятикова и Дмитрия Курского.

В редакции также работали Ц. С. Зеликсон-Бобровская и П. Г. Смидович.
Издание началось с 3000 экземпляров, быстро повысилось до 5, до 7, до 10, до 12 тысяч. Больше типография не могла отпечатать. И все эти экземпляры, за исключением 2—3 сотен, расходилась по Москве и по всей России. Через газету с Москвой начали организационно связываться Харьков, Екатеринослав, Баку, Урал. И даже до Красноярска, Хабаровска и Харбина доходило «Рабочее знамя».

## Устав газеты
Устав организации газеты «Рабочее знамя»:
1. Редакция составляется из четырёх представителей: Московского комитета, Московского окружного комитета, Областного бюро и литературной группы, кооптирующих в свою среду пятого члена.
2. Редакция ведёт орган, следит за теоретической выдержанностью и соответствием его направления общей политической линии представленных в ней организаций.
3. Районные комитеты организуют корреспондентские группы, имеющие целью систематическое собирание сведений о положении труда и периодическое составление листков экономического характера.
4. Из их среды редакция газеты с помощью районных комитетов выбирает наиболее опытных и развитых членов и образует из них наблюдательную комиссию.
5. Наблюдательная комиссия на основании имеющихся у неё данных, собранных из корреспондентских групп и других партийных организаций, устанавливает круг вопросов, волнующих в данный момент рабочую массу.
6. Руководствуясь теми же запросами, она составляет примерный конспект номера, который должен быть рассмотрен редакцией, не являясь в то же время для неё обязательным.
7. На основании добытых данных она составляет хронику,
8. Рассматривает уже вышедшие номера и, буде возможно, стать и, имеющие появиться, со стороны доступности их,
9. Редакционная комиссия сносится с Наблюдательной комиссией при посредстве своего делегата.

## Актуальные статьи
- В газете «Рабочее знамя», № 7, декабрь 1908, была опубликована статья «Письмо партийного работника», позже перепечатаная в газете «Пролетарий», (№ 42, 12 (25) февраля 1909) с названием «К очередным вопросам» со статьёй, выражающей мнение редакции[3].